# Banca examinadora

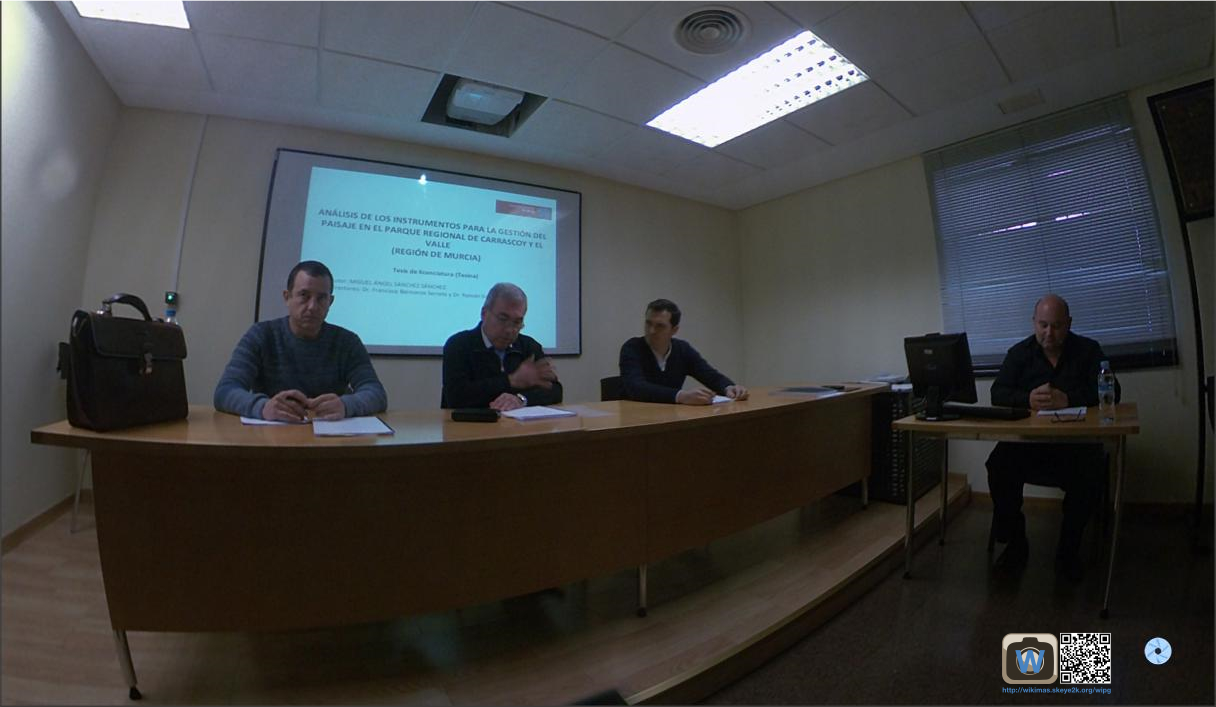
Banca examinadora

Banca examinadora ou avaliadora é aquela formada por um grupo de pessoas que possuem conhecimento sobre determinado assunto; pessoas técnicas, especialistas ou designadas por processos administrativos, que assumam a função de juiz perante a realização de concursos, oposições e outras convocações semelhantes. 
Nesses atos, como exames, concursos e outros de mesma natureza, os juízes não são necessariamente vinculados ao poder judiciário, mas são membros de destaque da organização promotora do concurso, conhecedores dos assuntos tratados ou nomeados de acordo com os procedimentos administrativos estabelecidos.

## História
A história dos tribunais de instrução ou avaliação pode ser considerada enraizada na própria história da humanidade, por meio, por exemplo, das provas de coragem ou valentia necessárias para ingressar em uma comunidade ou estágio dela, ou de habilitações para ingressar em um sindicato profissional, provas supervisionadas por especialistas, professores, geralmente mais velhos, que aprovam o acesso dos candidatos àquelas ocupações ou níveis sociais, reconhecendo suas habilidades e aptidões. 

## Tipos de banca examinadora
Uma ampla gama de tribunais de exame ou avaliação pode ser coletada, observando o seguinte:
- Juizados de menores, constituídos por pessoal técnico especializado em psicologia experimental de menores. [3]
- Tribunais ou júris de concursos populares, como concursos literários, culturais em geral. Estes tribunais ou júris podem ser acompanhados por notário público que lavra auto da adequação dos resultados às bases estabelecidas, bem como dos resultados.
- Bancas académicas, de avaliação ou de exame, constituídas por um "grupo de examinadores responsáveis pela organização e qualificação de um exame e pela consignação dos resultados" [4] em que são normalmente nomeados um presidente e um ou mais vogais, dos quais, um deles assume a função de secretário, que será quem lavrará a ata da prova e seus resultados.